# ...Questa sera rock'n'roll
...Questa sera rock'n'roll è il sesto album della Steve Rogers Band, il primo live, pubblicato nel 2006 a tiratura limitata.
Il progetto è dedicato alla memoria dello scomparso membro cofondatore della band Massimo Riva.

## Descrizione
L'album è stato registrato dal vivo nei giorni 11 e 12 maggio 2006, al SONIX Music di Imola e, oltre a contenere le 14 tracce dal vivo, sono comprese tre canzoni inedite che parlano: di un compromesso per avere un grande amore (Il grande amore), della fortuna di essere vivo in un mondo così (Son vivo) e di una donna importante (Tu sei qualcosa). La traccia 17 è rinominata 18, probabilmente per scaramanzia. Sulla copertina di cartone, di un CD nero rappresentante un vinile, la band sul palco.
Il DVD, oltre al back-stage e alle impressioni dei protagonisti, contiene quattro performance live-video della band, presenti nel CD in forma audio, e due "audio bonus track" non presenti nel CD.

## Tracce CD

### Live Side
1. Intro (Maurizio Solieri)
2. Tanto è lo stesso (Massimo Riva, Maurizio Solieri)
3. Sono ancora in coma (Vasco Rossi)
4. Sono donne (Massimo Riva, Maurizio Solieri, Donatella Milani)
5. Dimmi come stai (Massimo Riva, Maurizio Solieri)
6. C'è chi nasce donna (Massimo Riva, Maurizio Solieri)
7. Questa sera rock and roll (Vasco Rossi, Maurizio Solieri)
8. Uno di noi (Massimo Riva, Maurizio Solieri)
9. Una nuova canzone per lei (Vasco Rossi, Franco Di Stefano)
10. Ok sì (Vasco Rossi, Massimo Riva)
11. Bambolina (Massimo Riva, Maurizio Solieri)
12. Hey man (Massimo Riva, Claudio Golinelli, Stefano Bitto Bittelli)
13. Alzati la gonna (Massimo Riva, Maurizio Solieri)
14. Neve nera (Vasco Rossi, Maurizio Solieri)

### Studio Side
1. Il grande amore (Massimo Riva, Maurizio Solieri, Claudio Golinelli, Domenico Mimmo Camporeale, Massimo Riva)
2. Son vivo (Stefano Bitto Bittelli, Maurizio Solieri, Domenico Mimmo Camporeale, Stefano Bitto Bittelli)
3. Tu sei qualcosa (Stefano Bitto Bittelli, Maurizio Solieri, Domenico Mimmo Camporeale, Stefano Bitto Bittelli)

Prodotto da Maurizio Biancani e Maurizio Solieri

## Tracce DVD
1. Play DVD 26:12 (Back-stage, impressioni dei musicisti, performance live di Tanto è lo stesso-Dimmi come stai-Bambolina e spezzoni di altri pezzi quali Alzati la gonna, Ok sì, Hey man e Neve nera)
2. Audio bonus track 11:19 (2 brani: Medley: Sai qual è la verità-Cosa vorresti dire-Polvere d'oro e Canzone in versione strumentale)

## Musicisti
- Maurizio Solieri: chitarra solista, voce
- Claudio Golinelli: basso, cori
- Beppe Leoncini: batteria
- Mimmo Camporeale: tastiere
- Roberto Chiodi: voce solista
- Christian "Cicci" Bagnoli: chitarra ritmica e voce